# Petrobia dzhulfaensis
Petrobia dzhulfaensis är en spindeldjursart som beskrevs av Bagdasarian 1960. Petrobia dzhulfaensis ingår i släktet Petrobia och familjen Tetranychidae. Inga underarter finns listade i Catalogue of Life.